# 新天地公园

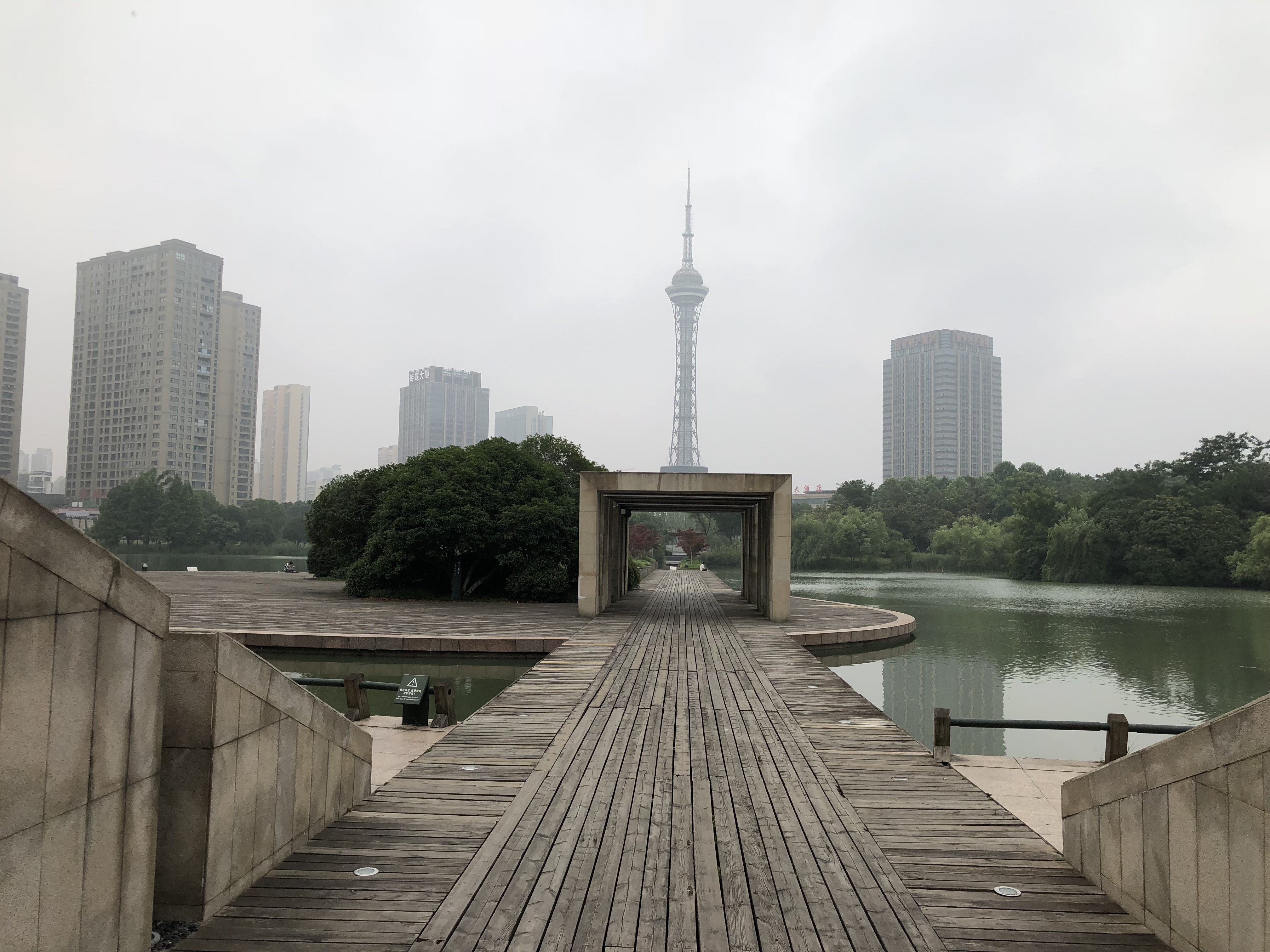
新天地公园

新天地公园位于江苏省常州市武进区湖塘镇花园路上。

## 历史
始建于2006年，至2008年初步建成，2008年10月1日起正式全天候免费开放。新天地公園总面积约30万平方米，其中80%為绿化和水面面积，並設有儿童乐园，人和广场、数码广场及音乐喷泉，是市民休闲散步和健身之處；另設有新天地商业街。